# Dasyloricaria tuyrensis
Dasyloricaria tuyrensis är en fiskart som först beskrevs av Meek och Hildebrand, 1913.  Dasyloricaria tuyrensis ingår i släktet Dasyloricaria och familjen Loricariidae. Inga underarter finns listade i Catalogue of Life.